# Гринченко, Геннадий Михайлович
Геннадий Михайлович Гринченко (1938, село Киловка, теперь село Миролюбовка Попильнянского района Житомирской области — ?) — украинский советский деятель, новатор сельскохозяйственного производства, директор совхоза (производственного объединения) «Совки» Киево-Святошинского района Киевской области. Кандидат в члены ЦК КПУ в 1986—1990 гг.

## Биография
Трудовую деятельность начал в 1957 году разнорабочим и механизатором колхоза имени Горького Попильнянского района Житомирской области.
Член КПСС с 1959 года.
Образование высшее. Окончил Украинскую сельскохозяйственную академию.
Работал главным зоотехником вспомогательного хозяйства «Чайка», главным зоотехником совхозов «Хотивский» и «Тарасовский» Киево-Святошинского района Киевской области.
До 1973 года — заместитель директора Киевского овоще-молочного треста совхозов.
В 1973—1999 гг. — директор совхоза (производственного объединения) «Совки» села Софиевская Борщаговка Киево-Святошинского района Киевской области.
Делегат XXVII съезда КПСС.
В 1999—2000-х годах — директор шампиньонного комплекса государственного предприятия "Научно-исследовательский, производственный агрокомбинат «Пуща-Водица» села Софиевская Борщаговка Киево-Святошинского района Киевской области.

## Награды
- орден Ленина
- орден Трудового Красного Знамени
- орден Дружбы народов
- орден Знак Почёта
- медали
- заслуженный работник сельского хозяйства Украинской ССР